# Mazzalves pagasts
Mazzalves pagasts er en territorial enhed i Neretas novads i Letland. Pagasten havde 1.273 indbyggere i 2010 og omfatter et areal på 209,40 kvadratkilometer. Hovedbyen i pagasten er Ērberģe.